# Cujo (film)
Cujo è un film del 1983 diretto da Lewis Teague, tratto dall'omonimo romanzo di Stephen King.

## Trama
Cujo è un cane di San Bernardo ed appartiene a Brett Camber, figlio del meccanico Joe Camber, che vive nella periferia di Castle Rock. Il cane viene descritto come docilissimo, di indole giocosa e amante dei bambini.
Tuttavia, in una soleggiata giornata di giugno del 1980 (l'anno in cui si svolge il romanzo), inseguendo un coniglio selvatico Cujo si ritrova con la testa incastrata in una piccola caverna infestata dai pipistrelli e viene morso da uno di questi. Cujo contrae così la rabbia e si trasforma rapidamente in un mostro aggressivo e orrendo. Arriva ad attaccare ed uccidere Joe Camber ed il suo vicino Gary Pervier mentre il figlio e la moglie sono lontani da casa per far visita ad alcuni parenti.
Vic Trenton, un pubblicitario, deve allontanarsi da casa sua alcuni giorni per seguire un contratto. Nel frattempo sua moglie Donna, insieme al figlio Tad, si recano dal meccanico Joe Camber per far riparare la loro Ford Pinto, ma sul posto non trovano nessuno se non Cujo, che tenta più e più volte di attaccare i due. Donna e Tad si trovano quindi confinati nell'automobile senza alcuna possibilità di fuggire né di chiamare soccorso, perché la macchina si è nel frattempo definitivamente guastata.
I giorni passano e Donna e Tad sono sempre più sofferenti e accaldati a causa dell'effetto serra provocato dai vetri dell'automobile, quasi sempre chiusa. Inoltre, poiché rimangono senza cibo né acqua per un po' di giorni, il piccolo Tad risente gravemente di quest'ultima mancanza, infatti si trova in stato di disidratazione, che lo porta più volte a perdere i sensi e rimanere immobilizzato, suscitando sempre maggior preoccupazione nella madre. Preoccupato poiché nessuno risponde al telefono dopo diversi tentativi fatti per più giorni, Vic ritorna a casa sua, trovandola deserta, messa a soqquadro e con i letti sfasciati. Chiama allora la polizia per indagare sulla situazione e viene dedotto che l'autore dello scempio è Steve Kemp, il falegname ex amante della moglie che aveva già in precedenza molestato. Kemp riesce comunque a dimostrare di non saper niente della sparizione di Donna e Tad. Ricordatosi della preventivata riparazione della macchina, un poliziotto si reca a casa Camber, finendo anch'esso vittima della follia rabbiosa di Cujo.
L'assalto al poliziotto dà comunque il tempo alla sfinita Donna di recuperare una mazza da baseball, con la quale percuote Cujo fino apparentemente ad ucciderlo. Recupera poi per sicurezza la pistola che il poliziotto aveva perduto durante lo scontro. Donna prende suo figlio svenuto e lo porta nella cucina della casa dei Camber, lo posa su un tavolo e lo fa rinvenire facendogli bere dell'acqua e praticandogli la respirazione bocca a bocca. Cujo, ancora vivo, sfonda con un balzo la finestra della cucina, ma Donna lo finisce sparandogli un colpo con la pistola del poliziotto. Poco dopo arriva di corsa Vic a bordo della sua auto, che trova la moglie sulla soglia della casa dei Camber che sorregge Tad, in preda allo shock e alla disidratazione ma sopravvissuto.

## Promozione

### Slogan
"Now there's a new name for terror..." è lo slogan utilizzato per pubblicizzare il film negli Stati Uniti mentre "Il nuovo nome del terrore!"  è quello utilizzato in Italia.

### Manifesti
Le grafiche utilizzate per realizzare i manifesti e le locandine del film, all'epoca della sua diffusione nelle sale cinematografiche italiane, sono state realizzate dall'illustratore Enzo Sciotti.

## Distribuzione
La pellicola è stata distribuita nelle sale cinematografiche statunitensi a partire dall'agosto del 1983. Nelle sale italiane è stata distribuita a partire dal dicembre 1983 ma è approdata in grandi città come Roma e Torino solamente nel febbraio 1984.

### Data di uscita
Alcune date di uscita internazionali nel corso degli anni sono state:
- 8 agosto 1983 in Francia (Cujo)[10]
- 12 agosto 1983 negli Stati Uniti (Cujo)[11]
- 19 agosto 1983 in Germania Ovest (Cujo)[12]
- 10 settembre 1983 in Australia (Cujo)
- 18 novembre 1983 nel Regno Unito (Cujo)
- 2 dicembre 1983 in Italia
- 28 agosto 1984 in Giappone (????)
- 8 novembre 1984 in Norvegia (Cujo)
- 15 maggio 1987 in Portogallo (Cujo)

## Accoglienza

### Incassi
Negli Stati Uniti la pellicola si è classificata al 34º posto dei film più visti nel 1983 incassando una cifra totale pari a 21.156.152 dollari mentre in Italia ha raccolto consensi modesti senza riuscire ad entrare nella classifica dei primi 100 film di maggior incasso della stagione cinematografica 1983-1984.

### Critica
In un articolo dell'epoca, apparso sul quotidiano La Stampa, viene specificato che il regista non aveva un compito facile da svolgere visto che doveva sviluppare una storia, basata su di uno spunto, per niente facile da rendere interessante senza cadere nella noia. Facendo obbligatoriamente riferimento al ritmo, alla ripetizione ossessiva del tema e all'esercizio di controllare la paura fino a quando scoppia la violenza e poi la salvezza, il regista, a volte sembra cedere le armi ma di mestiere riesce sempre a recuperare.